# Hôtel de Paris
L'Hôtel de Paris è un palazzo utilizzato come hotel costruito nel XIX° secolo, situato a Monte Carlo, nel Principato di Monaco. Progettato dall'architetto Gobineau de la Brétonnerie nel 1862, è stato inaugurato l'anno successivo.